# October
Az October, a U2 második stúdióalbuma 1981-ben jelent meg. Sokan a leggyengébb lemezüknek tartják, kritikusok a szövegeket ügyetlennek, az előadásmódot pedig unalmasnak, semmitmondónak minősítették. Ebből az elbumból fogyott el a legkevesebb példány; és csak egyetlen dalát (a címadó Octobert) vették rá a Best of 1980-1990-re, a borítón fel nem tüntetett bónuszként, jóllehet a 80-as években a Gloria volt az, ami sok koncertjükön is felhangzott.
Az October szövegei vallásos, spirituális jellegűek, különösen a Gloria (benne a Gloria, in te domine latin nyelvű kórusművel), a With a Shout (Jerusalem), és a Tomorrow. A témaválasztástól – különösen a minden együttes karrierjében rizikós második album esetén – sokan nem voltak elragadtatva, még az is megtörténhetett volna, hogy a U2 további támogatás híján megszűnik; de Frank Barselona, Barbara Skydell és Chris Blackwell tudta, hogy érdemes hosszú távon tervezni a zenekarral kapcsolatban (Bono külön köszönetet mond nekik a Rock and Roll Hall of Fame-ben mondott beszédében ).
Egy előadás után ellopták a dalok szövegeit tartalmazó táskát. Mivel a stúdió díja előre ki volt fizetve, folytatniuk kellett a felvételeket; a szövegeket néhol improvizálták. Az ellopott dalok 2004-ben kerültek elő.

## Dalok
1. Gloria (4:14)
2. I Fall Down (3:39)
3. I Threw a Brick Through a Window (4:54)
4. Rejoice (3:37)
5. Fire (3:51)
6. Tomorrow (4:39)
7. October (2:21)
8. With a Shout (Jerusalem) (4:02)
9. Stranger in a Strange Land (3:56)
10. Scarlet (2:53)
11. Is That All? (2:59)

## Előadók
- Bono – ének
- The Edge – gitár, zongora, ének
- Adam Clayton – basszusgitár
- Larry Mullen, Jr. – dob

## Külső hivatkozások
- U2 Wanderer
- U2-Vertigo-Tour.com – az October turnéján játszott számok
- Three Sunrises – a lemez dalairól